# Jewgeni Alexejewitsch Tortschinow

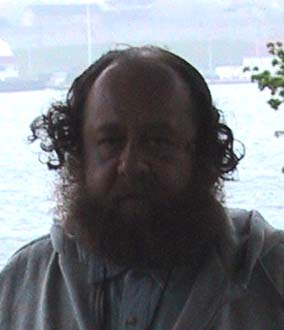
Je. A. Tortschinow (2002)

Jewgeni Alexejewitsch Tortschinow (russisch Евгений Алексеевич Торчинов, wiss. Transliteration Evgenij Alekseevič Torčinov, auch Evgeny Torchinov; geb. 22. August 1956 in Ordschonikidse; gest. 12. Juli 2003 in Sankt Petersburg) war ein sowjetisch-russischer Religionswissenschaftler und Sinologe. Er war ein buddhistischer Lehrer und Ehrenpräsident des St. Petersburger Zweigs des Ordens Fo Guang Shan.

## Leben
Er machte seinen Abschluss an der Orientalischen Fakultät der Staatlichen Universität Leningrad (1978), wurde Kandidat der historischen Wissenschaften (1984) und Doktor der Philosophie (1993). In den Jahren 1978 bis 1984 war er wissenschaftlich im Staatlichen Museum für Religionsgeschichte und Atheismus tätig, seit 1984 als leitender Forscher in der Leningrader Niederlassung des Instituts für Orientalistik der Akademie der Wissenschaften der UdSSR (heute St. Petersburger Niederlassung des Instituts für Orientstudien der Russischen Akademie der Wissenschaften). Zu seinen Hauptforschungsgebieten zählten die Geschichte der religiösen und philosophischen Lehren Chinas und die Buddhologie. Seine Doktorarbeit verfasste er 1994 unter dem Titel Daoismus. Versuch einer historisch-religiösen Beschreibung. Zum enzyklopädischen Wörterbuch Kitaiskaja filossofija steuerte er verschiedene Artikel bei. Im Jahr 2002 war er während eines Semesters Gastprofessor an der University of Saskatchewan in Kanada und erteilte Kurse über chinesische Religionen. Er verfasste mehr als dreißig Übersetzungen, wissenschaftliche und populärwissenschaftliche Werke und Artikel, arbeitete in St. Petersburg als Mitarbeiter des Staatlichen Museums für Religionsgeschichte und Atheismus, leitete die Abteilung für Orientalische Philosophie und Kulturwissenschaften der Philosophischen Fakultät. Ab 1975 begann er, sich selbst als Buddhist zu betrachten.
Im Jahr 2002 gewann er einen Preis der St. Petersburger Philosophischen Gesellschaft in der Kategorie „Lehrbuch der philosophischen Wissenschaften“ für sein Werk „Einführung in die Buddhologie. Vorlesungskurs“.
Tortschinow starb unter ungeklärten Umständen am 22. Juli 2003 in Sankt Petersburg. Seit 2004 veranstaltet die Philosophische Fakultät der Staatlichen Universität St. Petersburg die „Tortschinow-Lesungen“ als interdisziplinäres wissenschaftliches Forum, das sich an Wissenschaftler aus verschiedenen Bereichen der Orientalistik, Religionswissenschaft, Geschichte, Psychologie, Kulturwissenschaft und anderen Disziplinen richtet.

## Forschung
Im Zeitraum von 1985 bis 1990 war der Daoismus als organisierte bzw. institutionelle Religion das allgemeine Thema der Forschungen Tortschinows. Weitere Schwerpunkte stellten die Beziehung zwischen Daoismus und Wissenschaft in China und Probleme der buddhistisch-daoistischen Interaktion dar. Er trat als Kritiker der „traditionellen“ Auffassung der daoistischen Religion als eine Degradierung des alten „philosophischen Daoismus“ hervor.

## Schriften (Auswahl)
- Daossism. Opyt istoriko-religiowedtscheskogo opissanija. Andrejew und Söhne, St. Petersburg 1993, ISBN 5-87452-042-2 (2., erw. Aufl.: Lan, St. Petersburg 1998, ISBN 5-81140-015-2).
- Religii mira. Opyt sapredelnogo; transpersonalnyje sostojanija i psichotechnika. Peterburgskoje Wostokowedenije, St. Petersburg 1997, ISBN 5-85803-078-5.[6]
- Daossism. Dao-De Zsin. Petegburgskoje Wostokowedenije, St. Petersburg 1999, ISBN 5-85803-130-7.
- Wwedenije w buddologiju. Kurs lekzi. St. Petersburger Philosophische Gesellschaft, St. Petersburg 2000 (Neuauflage: Akademitscheski projekt, Moskau 2015, ISBN 978-5-829-11776-4).
- (Hrsg.): Chaidegger i Wostotschnaja filossofija. Poiski wsaimodopolnitelnosti kultur. St. Petersburger Philosophische Gesellschaft, St. Petersburg 2001, ISBN 5-93597-007-4.
- (Hrsg.): Religii Kitaja. Chrestomatija. Jewrasija, St. Petersburg 2001, ISBN 5-807-10042-5.
- (Hrsg.): Religija i kultura. Rossija, Wostok, Sapad; sbornik statei. Verlag der Staatlichen Universität Sankt Petersburg, St. Petersburg 2003, ISBN 5-288-02270-4.

Posthum erschienen
- Puti filossofii Wostoka i Sapada. Posnanije sapredelnogo. Asbuka-klassika, St. Petersburg 2005, ISBN 5-35201-371-5.
- Put solota i kinowari. Daosskije praktiki. Asbuka-klassika, St. Petersburg 2007, ISBN 978-5-352-02179-8.
- Puti obretenija bessmertija. Daossism w issledowanijach i perewodach. Asbuka-klassika, St. Petersburg 2007, ISBN 978-5-858-03350-9.
- Kratkaja istorija buddisma. Proischoschdenije i raswitije, filossofija i literatura. Amfora, St. Petersburg 2008, ISBN 978-5-367-00811-1.
- Wwedenije w buddism. Amfora, St. Petersburg 2013, ISBN 978-5-367-02587-3.